# Debbie Meyer
Debbie Meyer, właśc. Deborah Elizabeth Meyer, później Weber (ur. 14 sierpnia 1952 w Annapolis) – amerykańska pływaczka, trzykrotna mistrzyni olimpijska (1968).
Specjalizowała się w stylu dowolnym. Na igrzyskach olimpijskich w Meksyku w 1968 roku jako pierwsza pływaczka w historii zwyciężyła w trzech indywidualnych startach na jednych igrzyskach, zostając mistrzynią olimpijską na dystansie 200, 400 i 800 m kraulem. Miała wówczas 16 lat. Karierę zakończyła w 1972 roku. Wielokrotnie biła rekordy świata, jako pierwsza kobieta złamała barierę 18 minut na dystansie 1 500 m. Prowadzi szkołę pływania.
W 1977 roku Meyer została wprowadzona do International Swimming Hall of Fame.
Po 48 latach, podczas igrzysk olimpijskich w Rio de Janeiro, Amerykanka Katie Ledecky powtórzyła osiągnięcie Debbie Meyer z igrzysk w Meksyku, wygrywając złote medale w konkurencjach 200, 400 i 800 m stylem dowolnym.